# Erk Aicrag
Erk Aicrag es el nombre artístico de Erik García, vocalista de la banda mexicana de aggrotech y dark electro Hocico que formó en 1993, y tiene un proyecto paralelo llamado Rabia Sorda. En 2014 participó como artista invitado en la voz de «Odio Todo» de Máquina Misántropa Magnífica, quinto álbum de estudio de la banda mexicana Larva.

## Discografía

### Hocico
| Año  | Título                                                              | Discográfica  |
| ---- | ------------------------------------------------------------------- | ------------- |
| 1999 | Autoagresión Persistente                                            |               |
| 1996 | Triste Desprecio                                                    |               |
| 1997 | Odio Bajo El Alma                                                   | Opción Sónica |
| 1998 | Los Hijos Del Infierno                                              | Out Of Line   |
| 1999 | Sangre Hirviente                                                    | Out Of Line   |
| 2002 | Signos De Aberración                                                | Out Of Line   |
| 2003 | Hate Never Dies (La celebración)                                    | Out Of Line   |
| 2004 | Wrack And Ruin                                                      | Out Of Line   |
| 2005 | Blasphemies In The Holy Land                                        | Out Of Line   |
| 2008 | Tora! Tora! Tora!                                                   | Out Of Line   |
| 2008 | Memorias Atrás                                                      | Out Of Line   |
| 2010 | Tiempos de Furia                                                    | Out Of Line   |
| 2011 | Blood On The Red Square                                             | Out Of Line   |
| 2012 | El Último Minuto Antes De Que Tu Mundo Caiga                        | Out Of Line   |
| 2013 | Los Días Caminando En El Fuego (20 Years Keeping The Blood Boiling) | Out Of Line   |
| 2015 | Ofensor                                                             | Out Of Line   |

### Rabia Sorda
| Año  | Título           | Discográfica |
| ---- | ---------------- | ------------ |
| 2006 | Métodos Del Caos | Out Of Line  |
| 2009 | Noise Diary      | Out Of Line  |
| 2013 | Hotel Suicide    | Out Of Line  |

### Como artista invitado
| Año  | Banda | Canción     | Álbum                        |
| ---- | ----- | ----------- | ---------------------------- |
| 2014 | Larva | «Odio Todo» | Máquina Misántropa Magnífica |